# 東西 (作家)
東西（1966年—），本名田代琳，男，廣西天峨人，中國當代作家。曾獲庄重文文学奖、第一屆魯迅文學獎中篇小说奖、广西第三、第四届文艺创作铜鼓奖、華語文學傳媒大獎2005年度小說家獎等獎項。2023年，長篇小說《回响》獲得第十一屆茅盾文學獎。

## 主要著作
- 《耳光响亮》
- 《你不知道她有多美》
- 《抒情时代》
- 《没有语言的生活》
- 《目光愈拉愈长》
- 《痛苦比赛》
- 《永远有多远》
- 《不要问我》
- 《我为什么没有小蜜》
- 《美丽金边的衣裳》
- 《送我到仇人的身边》
- 《时代的孤儿》
- 《东西卷》
- 《好像要出事了》
- 《后悔录》
- 《回响》[3]